# Corematodus
Рід налічує 2 види риб родини цихлові.

## Види
- Corematodus shiranus Boulenger 1897
- Corematodus taeniatus Trewavas 1935